# 조연진
조연진(?~)은 대한민국의 배우이다. 2006년 연극 서울노트로 데뷔해 2009년 연극 밑바닥에서에서는 주연 나타샤역으로 캐스팅되어 김수로, 엄기준과 호흡을 맞추었다. 2013년에는 뮤지컬로도 활동 범위를 넓혔는데, 첫 뮤지컬임에도 디셈버에서 여일 역할에 캐스팅되며 이후에도 여러 뮤지컬과 연극 무대에서 활발히 활동한다. 연극 꽃의 비밀에서는 자스민 역할로 배종옥과 더블 캐스팅으로 활약했으며, 2022년에는 tvN드라마 작은 아씨들에서 황보연 역으로 눈도장을 찍으며 드라마 장르로도 활동 범위를 넓혔다.

## 학력
- 서울외국어고등학교
- 서울예술대학교
- 동국대학교 영상대학원 졸업 (석사)

## 연기 활동

### 방송
| 연도 | 제목                            | 역할        | 비고 |
| ---- | ------------------------------- | ----------- | ---- |
| 2022 | 작은 아씨들                     | 황보연 팀장 | tvN  |
| 2023 | 효심이네 각자도생               | 여자        | KBS2 |
| 2023 | KBS 드라마 스페셜 - 도현의 고백 | 김희지      | KBS2 |

### 연극
|                           |           |          |      |      |
| 작품명                    | 공연 기간 | 배역     | 극장 | 비고 |
| 서울노트                  | 2006      | 여대생1  |      |      |
| 교회오빠                  | 2007      |          |      |      |
| 하얀 자화상               | 2008      |          |      |      |
| 사랑해요 엄마             | 2008      | 제이     |      |      |
| 밑바닥에서                | 2009      | 나타샤   |      |      |
| 처음처럼                  | 2010      |          |      |      |
| 썸걸즈                    | 2010      | 양선     |      |      |
| 딸들, 자유연예를 구가하다 | 2010      |          |      |      |
| 레미제라블                | 2011      | 팡틴     |      |      |
| 발칙한 로맨스             | 2011      | 마수지   |      |      |
| 서툰 사람들               | 2012      | 유화이   |      |      |
| 사랑해요 엄마             | 2008      | 제이     |      |      |
| 해를 쏜 소년              | 2013      | 오영신   |      |      |
| 아버지                    | 2015      | 장동숙   |      |      |
| 꽃의 비밀                 | 2016~2020 | 자스민   |      |      |
| 히스테리아                | 2018      | 제시카   |      |      |
| 쉬어 매드니스             | 2019      | 한보현   |      |      |
| 허길동전                  | 2021~2022 | 매창     |      |      |
| '굿'바이 햄릿             | 2023      | 오필리어 |      |      |
| 갈매기                    | 2024      | 니나     |      |      |
|                           |           |          |      |      |

### 영화
| 연도 | 제목            | 역할   | 비고                          |
| ---- | --------------- | ------ | ----------------------------- |
| 2007 | 모나리자 스마일 |        |                               |
| 2013 | 생생활활        | 여대생 |                               |
| 2017 | 아빠하고 나하고 |        |                               |
| 2018 | 분노의 이면     |        |                               |
| 2018 | My Mark         |        | 미국 영화 Breck Film Festival |
| 2020 | 라면            |        |                               |
|      |                 |        |                               |

### 뮤지컬
|                  |             |          |                          |      |
| 작품명           | 공연 기간   | 배역     | 극장                     | 비고 |
| 디셈버           | 2013 ~ 2014 | 여일     | 서울 세종문화회관 대극장 |      |
| 성균관유생 이옥  | 2014        | 책쾌     |                          |      |
| 사랑은 비를 타고 | 2014        | 박하     |                          |      |
| 드가장           | 2015        | 정은     |                          |      |
| 마마누요         | 2020        | 나르시즘 |                          |      |
|                  |             |          |                          |      |

## 그 밖의 활동

### 광고
- 2015년 《LAPOTHICELL》 화장품[5]
- 2015년 《CAMALDOLI》 화장품[6]
- 2022년 전라남도 담양군 공식 광고 《담양, 바람이 분다》[7]
- 2023 스포츠윤리센터 공익 광고 《꼬리에 꼬리를 무는 스포츠 인권 이야기》[8]

### 더빙
- 2021년 EBS 《구나의 그랬구나》 - 구나 역[9]
- 2021년 기업 인사채용 게이미피케이션 제품 오위위(Owiwi, 그리스) - 메인 성우[10]

### 기타 영상
- 2023년 유튜브 《미남재형》 - 재은언니 역[11]